# 에른스트 린데르
에른스트 린데르(Ernst Linder, 1868년 4월 25일 - 1943년 9월 14일)는 스웨덴의 군인이다. 핀란드계 스웨덴인으로, 핀란드 내전 당시 백군 측에 서 참전하여 사타쿤타-사보 집단군을 지휘했다. 린데르는 핀란드 백군 총사령관 칼 구스타프 에밀 만네르헤임과 사적으로 친구 사이였다. 핀란드 내전이 끝난 뒤 기병총감직을 맡고 있다가 1920년 핀란드군에서 퇴역했다.
린데르는 1918년 4월 13일 스웨덴 육군에서 소장 계급을 받았으며, 1938년 핀란드 육군의 중장 계급을, 1940년 핀란드 육군에서 기병대장 계급을 받았다.
겨울전쟁이 일어나자 71세의 노구를 이끌고 1940년 1월 6일에서 2월 27일까지 스웨덴 의용군단을 지휘했고, 그 뒤로는 살라 지역 주둔군의 사령관 역할을 했다.
군 경력 외에도 린데르는 1924년 하계 올림픽에서 금메달을 딴 승마 선수기도 했다.